# Scopula sinopersonata
Scopula sinopersonata är en fjärilsart som beskrevs av Eugen Wehrli 1932. Scopula sinopersonata ingår i släktet Scopula och familjen mätare. Inga underarter finns listade.